# Verzorgingsplaats Neerduist
Verzorgingsplaats Neerduist is een verzorgingsplaats, gelegen aan de noordzijde van A1 Oldenzaal-Amsterdam tussen afritten 13 en 12 in de Nederlandse gemeente Amersfoort.
Vroeger bestond er een gemeente Duist die bestond uit de polders Bovenduist en Neerduist. Deze gemeente werd in 1857 opgeheven en bij de gemeente Hoogland gevoegd. Na de opsplitsing van de gemeente Hoogland in een Amersfoorts en een Bunschotens deel in 1974 behoort Duist grotendeels tot de gemeente Bunschoten. De verzorgingsplaats ligt in het buitengebied van de voormalige gemeente Hoogland.
De polder Neerduist werd omsloten door de Zevenhuizerweg (tegenwoordig Zevenhuizerstraat), de grens met de gemeente Hoogland (tegenwoordig de Amersfoortse wijk Nieuwland), de Bunschoterweg (nu de Amersfoortseweg) en de gemeente Bunschoten (de Oude Tochtsloot).
Richting Oldenzaal:
Honswijck · 
Ronduit · 
De Slaag · 
Palmpol ·
Tolnegen · 
Lucasgat · 
Bruggelen · 
De Paal · 
Boermark · 
Bolder · 
Het Lonnekermeer
Richting Amsterdam:
De Poppe · 
Het Veelsveld · 
Struik · 
De Hop · 
Vundelaar · 
De Hucht · 
De Strubben · 
Tolnegen · 
Aanschoten · 
Uilengoor · 
De Middelaar · 
Neerduist · 
Bastion · 
Hackelaar